# Черных, Дмитрий Александрович (хоккеист, 1985)
Дмитрий Александрович Черных (27 февраля 1985, Воскресенск, Московская область) — российский хоккеист, центральный и крайний правый нападающий, тренер. Мастер спорта России (2015).

## Биография
Воспитанник воскресенского «Химика». Сын Александра Черных.
Большую часть карьеры провёл в российских клубах. В высшем дивизионе дебютировал в сезоне 2003/04 в составе ЦСКА. Всего в высшем дивизионе (до образования КХЛ) сыграл 31 матч и набрал 4 очка (2+2) за ЦСКА и «Нефтехимик». В КХЛ играл за «Ладу», «Металлург» (Новокузнецк), «Спартак», «Салават Юлаев», сыграл 169 матчей и набрал 35 очков (15+20). Также выступал за клубы низших лиг России.
Два сезона провёл за границей — в сезоне 2005/06 играл в чемпионате Белоруссии за «Химик-СКА» (Новополоцк), а в сезоне 2006/07 — в американской лиге ECHL за «Дейтон Бомберз».
Бронзовый призёр юниорского чемпионата мира (до 18 лет) 2003 года в составе сборной России.

## Статистика выступлений
По состоянию на 5 марта 2014 года
```
                                            --- Регулярный сезон---  ---- Плей-офф ----

Сезон   Команда                      Лига     И   Г   ГП   О   Штр    И   Г   ГП О Штр
--------------------------------------------------------------------------------------
2001-2002  Химик (Воскресенск)          ВЛ      7   0    0   0    2     -   -   -  -  -
         Химик-2 (Воскресенск)        ПЛ     28   9    6   15  32     -   -   -  -  -
2002-2003  Химик (Воскресенск)          ПЛ     29   5    4   9   29     -   -   -  -  -
2003-2004  ЦСКА   (Москва)              СЛ     46   10   8   18  20     -   -   -  -  -
         ЦСКА-2 (Москва)              ПЛ      5   1    2   3    2     -   -   -  -  -
2004-2005  Мечел (Челябинск)            ВЛ     22   1    5   6    6     4   1   0  1  0
2005-2006  Южный Урал (Орск)            ВЛ      6   2    0   2    2     -   -   -  -  -
         Химик-СКА (Новополоцк)       ЧБ     31   5    7   12  38     -   -   -  -  -
2006-2007  Дейтон Бомберз (Дейтон)      ECHL   37   5    4   9    7     -   -   -  -  -
2007-2008  Нефтехимик (Нижнекамск)      СЛ      4   0    0   0    2     -   -   -  -  -
         ХК Рязань                    ВЛ     22   7    8   15  18     -   -   -  -  -
         Газовик (Тюмень)             ВЛ      2   0    0   0    0     -   -   -  -  -
2008-2009  ХК Рязань                    ВЛ     62   21  24   45  55     8   4   7  11 6
2009-2010  Лада (Тольятти)              КХЛ    46   1    7   8   14     -   -   -  -  -
2010-2011  Лада (Тольятти)              ВХЛ    13   0    3   3    0     -   -   -  -  -
         Крылья Советов (Москва)      ВХЛ    30   4    9   13  41     5   0   1  1  2
2011-2012  ХК Рязань                    ВХЛ    24   4    6   10   8     -   -   -  -  -
         Нефтяник (Альметьевск)       ВХЛ    22   6    3   9   18     8   0   1  1  2
2012-2013* Металлург (Новокузнецк)      КХЛ    51   9   11   20  39     4   0   0  0  2
2013-2014  Спартак (Москва)             КХЛ    19   0    1   1    4     -   -   -  -  -
-------------------------------------------------------------------------------------- 
* - В плей-офф сезона 2012-2013 - учитывается статистика Кубка Надежды

```